# Chelsea Football Club 1988-1989
Questa voce raccoglie le informazioni riguardanti il Chelsea Football Club nelle competizioni ufficiali della stagione 1988-1989.

## Stagione
Il club londinese termina in prima posizione il campionato con un totale di ventinove vittorie, dodici pari e quindici sconfitte, di conseguenza la squadra viene promossa in First Division.
Il Chelsea inizia l'FA Cup dal terzo turno, dove viene battuto 0-4 dal Barnsley FC e quindi viene eliminato.
Il club londinese inizia la Football League Cup dal secondo turno, dove viene battuto 1-4 dal Scunthorpe United all'andata e pareggia 2-2 al ritorno, quindi viene eliminato.
In Full Members Cup i Blues iniziano dal primo turno dove battono 6-2 il Plymouth Argyle FC, nel secondo battono 3-2 il Bradford City, nel terzo vengono battuti 1-4 dallo Nottingham Forest e quindi eliminati.

## Maglie e sponsor
Nella stagione 1988-1989 del Chelsea il main sponsor è Commodore, lo sponsor tecnico è Umbro. La divisa primaria è costituita da maglia blu con colletto a V bordato di bianco e rosso come le estremità delle maniche, pantaloncini e calzettoni sono blu con decorazioni bianche e rosse. La divisa da trasferta è costituita da maglia verde acqua con colletto a V bordato di beige e bianco come le estremità delle maniche, pantaloncini e calzettoni sono verde acqua con decorazioni beige e bianche. La terza divisa è formata da maglia rossa con colletto a girocollo bordato di bianco, sono inoltre presenti linee orizzontali bianche bordate di blu nel body, i pantaloncini sono rossi con decorazioni blu e i calzettoni sono rossi.
| Casa | Trasferta | Terza divisa |

## Rosa
Rosa e numerazione sono aggiornati al 31 maggio 1989.
| N. |                        | Ruolo | Calciatore      |
| -- | ---------------------- | ----- | --------------- |
|    | Inghilterra (bandiera) | P     | Dave Beasant    |
|    | Galles (bandiera)      | P     | Roger Freestone |
|    | Inghilterra (bandiera) | P     | Kevin Hitchcock |
| 6  | Scozia (bandiera)      | D     | Steve Clarke    |
|    | Inghilterra (bandiera) | D     | Jason Cundy     |
|    | Inghilterra (bandiera) | D     | Tony Dorigo     |
|    | Galles (bandiera)      | D     | Gareth Hall     |
|    | Inghilterra (bandiera) | D     | Graeme Le Saux  |
|    | Inghilterra (bandiera) | D     | David Lee       |
|    | Scozia (bandiera)      | D     | Joe McLaughlin  |
|    | Paesi Bassi (bandiera) | D     | Kenneth Monkou  |

| N. |                             | Ruolo | Calciatore       |
| -- | --------------------------- | ----- | ---------------- |
|    | Inghilterra (bandiera)      | D     | Graham Roberts   |
|    | Inghilterra (bandiera)      | D     | Stephen Wicks    |
|    | Inghilterra (bandiera)      | C     | John Bumstead    |
|    | Inghilterra (bandiera)      | C     | Micky Hazard     |
|    | Galles (bandiera)           | C     | Peter Nicholas   |
|    | Inghilterra (bandiera)      | A     | Kerry Dixon      |
|    | Scozia (bandiera)           | A     | Billy Dodds      |
|    | Scozia (bandiera)           | A     | Gordon Durie     |
|    | Scozia (bandiera)           | A     | Kevin McAllister |
|    | Australia (bandiera)        | A     | Dave Mitchell    |
|    | Irlanda del Nord (bandiera) | A     | Kevin Wilson     |

## Calciomercato
| Arrivi | Arrivi         | Arrivi          | Arrivi   |
| R.     | Nome           | da              | Modalità |
| ------ | -------------- | --------------- | -------- |
| D      | Kenneth Monkou | Feyenoord       | ?        |
| P      | Dave Beasant   | Newcastle Utd   | ?        |
| A      | Dave Mitchell  | Feyenoord       | ?        |
| A      | Billy Dodds    | Partick Thistle | ?        |
| C      | Peter Nicholas | Aberdeen        | ?        |
| D      | Graham Roberts | Rangers         | ?        |

| Partenze | Partenze       | Partenze         | Partenze |
| R.       | Nome           | a                | Modalità |
| -------- | -------------- | ---------------- | -------- |
| D        | Michael Bodley | Northampton Town | ?        |
| D        | Darren Wood    | Sheffield Weds   | ?        |
| D        | Colin Pates    | Charlton         | ?        |
| D        | John Coady     | Derry City       | ?        |
| C        | Pat Nevin      | Everton          | ?        |
| A        | Roy Wegerle    | Luton Town       | ?        |
| A        | Colin West     | Swansea City     | ?        |

## Statistiche

### Statistiche di squadra
| Competizione        | Punti | Totale | Totale | Totale | Totale | Totale | Totale |
| Competizione        | Punti | G      | V      | N      | P      | Gf     | Gs     |
| ------------------- | ----- | ------ | ------ | ------ | ------ | ------ | ------ |
| Campionato          | 99    | 46     | 29     | 12     | 15     | 96     | 50     |
| FA Cup              | -     | 1      | 0      | 0      | 1      | 0      | 4      |
| Football League Cup | -     | 2      | 0      | 1      | 1      | 3      | 6      |
| Full Members Cup    | -     | 3      | 2      | 0      | 1      | 10     | 8      |
| Totale              | -     | 52     | 31     | 13     | 18     | 109    | 68     |